# Ninkaszi-himnusz
A Ninkaszi-himnusz (címváltozat: „Sörivóknak való”) sumer vers az i. e. 2. évezred első feléből. Ténylegesen nem himnusz, hanem inkább kocsmadal, és a népköltészet körébe tartozik. A verset feltehetőleg egy édubba diákjai írták, talán valamely népdal alapján. Az egyik ismert változat röviden kommentárokat is fűz a ritka szavakhoz. Ez vall az édubba tudós munkájára. Látszólag Ninkaszi istennőt (sumer nyelven: a szájat megtöltő úrnő) élteti, aki a mitológiai források szerint a sörfőzés feltalálója, valójában a sörivás örömeiről szól.
Első része tizenkét darab négy soros versszakból áll. Bővítő ismétlések gyakori alkalmazásával a sörfőzés technológiájáról szól olyan szakszerűséggel, hogy ez alapján el lehet készíteni a sumer sört. Második része kocsmai mulatódal. Az ivóedények megszólításával kezd, majd tartalmát áhítja, végül, egyre ittasabb szavakkal Innin istennő ölelésére vágyik.
| Eredeti szöveg | Magyarul |
| --- | --- |
| 1 igi-gigakkul-àm igi-me na-nam 2 šà-gigakkul-àm šà-me na nam 3 èm šà-zu gur4-gur4-ru ní-bi-a 4 šà-me-a gur4-gur4-ru ní-bi-a 5 dugdida-gal šu-tab-ba gál-la-zu 6 làl geštin téš-ba sur-ra-a 7 dnin-ka-si dugdida-gal šu-tab-ba gál-la-zu 8 làl geštin téš-ba sur-ra-a | 1 Hasas korsó szeme legyen a mi szemünk 2 hasas korsó szíve legyen a mi szívünk 3 ami bensődet tölti meg 4 a mi bensőnket töltse meg! 5 Te tartod két kezedben a cefre üstjét, 6 datolyamézet, mustot bőven csorgatsz belé; 7 Ninkaszi, te tartod két kezedben a cefre üstjét, 8 datolyamézet, mustot bőven csorgatsz belé. |

Komoróczy Géza fordítása
A változtató ismétlés a sumer irodalom egyik kedvelt eleme, sőt a sumer vers lényege. Ennek példái nehézség nélkül felismerhetők a mű bármely helyén. Rövid részlet a mű első feléből:
A folyó víz szült meg téged,
Ninhurszag gonddal vigyázott;
Ninkaszi, a folyóvíz szült meg téged,
Ninhurszag gonddal vigyázott.
Városod édes lére alapozva,
magas falát számodra ő emelte;
Ninkaszi, városod édes lére alapozva,
magas falát számodra ő emelte.
Apád Enki, Nudimmud úr,
anyád Ninti, az Abzu úrnője;
Ninkaszi, apád Enki, Nudimmud úr,
anyád Ninti, az Abzu úrnője.
Te kavarod hosszú kanállal a fűszert, kovászt,
gödörben kavarod össze illatfűvel a fűszeres kovászt
Ninkaszi, te kavarod hosszú kanállal a fűszert, kovászt
gödörben kavarod össze illatfűvel a fűszeres kovászt.
Rövid részlet a mű második feléből:
A nádkorsóban édes sör áll.
ide hozzám, csapos, kocsmáros, sörfőző!
Hadd hajtsam fel a sör áradó tavát,
múlatni akarok, hej, múlatni akarok!
Iszom a sört, szívem mámorban fürdik,
iszom a szeszt, kedvem fellobban,
vidám a májam már, boldog a szívem,
szívemet kellemes érzés tölti el,
és ujjongó májam előtt királynői lepel lebeg;
Innin kedve most már megjött,
az ég úrnőjének kedve most már megjött.
Ninkaszi felelgető éneke.

## Modern feldolgozások
- Szörényi Szabolcs: Sumer sördal (Kocsmadalok c. album)